# Decenales

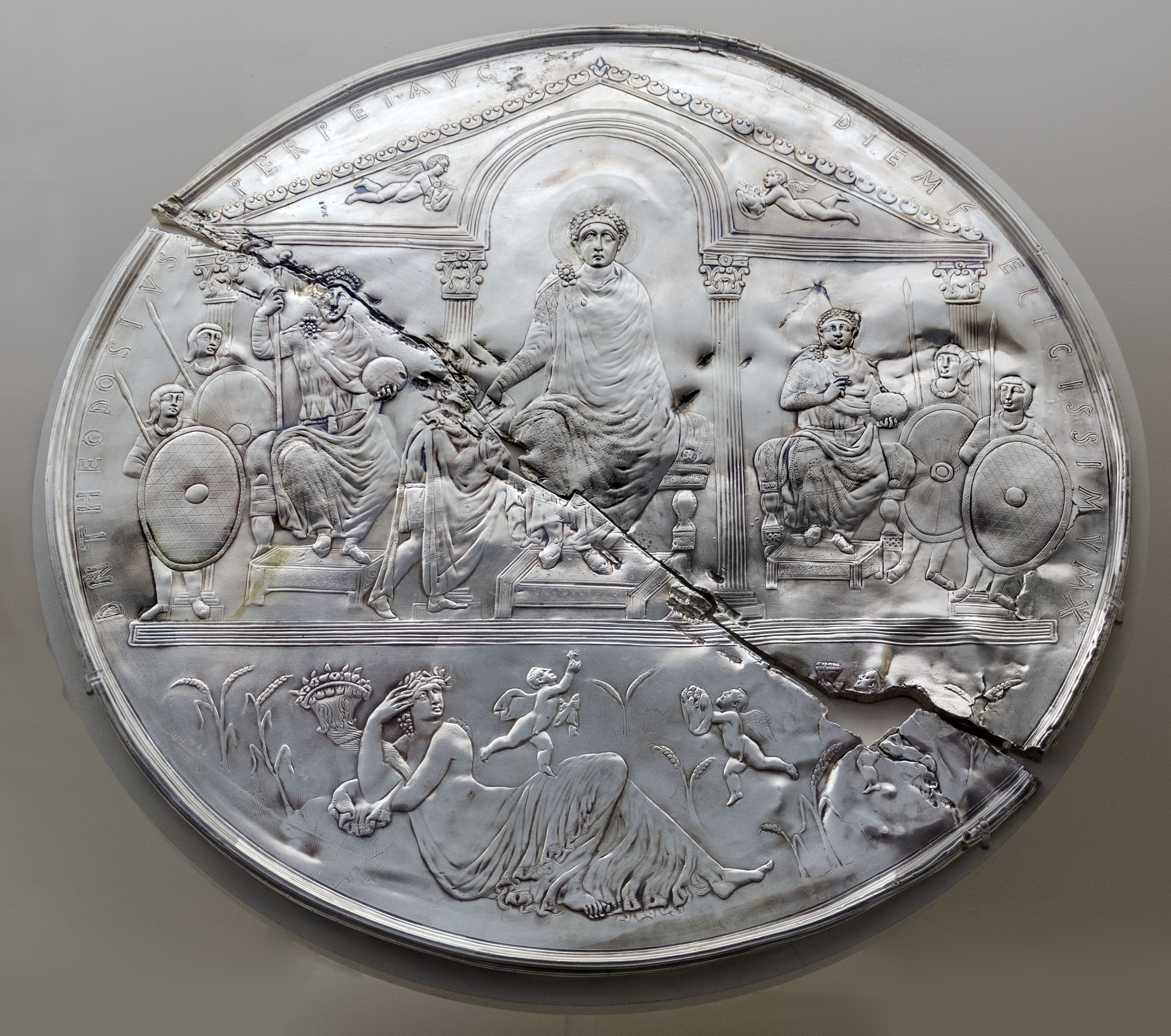
Disco de Teodosio (missorium) emitido para celebrar
la decennalia imperial (enero de 388).

Las decenales o fiestas decenales (decennalia, del latín: decennium, "década"; de decem, "diez" y annus, "año") eran fiestas solemnes que instituyó Augusto en Roma  en celebración de haber cumplido diez años de Imperio. 
En ellas, se celebraba la felicidad pasada, y se hacían votos por la futura en otro decenio. El origen fue, que habiéndose concedido a Julio César la suma potestad por diez años, aunque este no los cumplió. Augusto, cuando llegó á ellos, hizo por ceremonia una especie de dimisión momentánea; pues inmediatamente como rogado del pueblo, volvió a empuñar el cetro por otros diez años, esto para conservar alguna sombra de libertad en el Senado y pueblo romano, lo que imitaron después los otros emperadores que llegaban o pasaban de los diez años. 
Dion Casio lo da a entender diciendo : 

Singulis decenniis festum quasi ob ejus renovationem agunt, quod hodie etiam fit.
Cada diez años, casi a modo de renovación, hacen una fiesta, que todavía hoy se realiza.

La formalidad de los votos que se hacían en esta función consta de una epístola de Plinio el Joven a Trajano , en que le dice: 

Vota, domine, priorum annorum nuncupata alacres laetique persolvimus; novaque rursus, curante commilitonum et provincialium pietate, suscepimus: precati deos, ut te remque publicam florentem et incolumen ea benignitate servarent.

Tuvieron especial celebración las decenales del tiempo de Galieno, como expresa Trebelio Polión: 

Decennalia celebravit novo genere ludorum, nova specie pomparum, exquisito genere volaptatum.
Las decenales han permitido celebrar un nuevo tipo de juegos, una nueva especie de desfiles, una rara forma de placeres.